# Квадратний м'яз поперека
Квадратний м'яз попереку (musculus quadratus lumborum) — м'яз задньої групи м'язів живота, утримує хребет у вертикальному положенні, згинає поперекову частину хребта, а при однобічному скороченні — нахиляє тулуб у свій бік.

## Рекомендована література
- О.Ф.Твердохліб. Біологічні основи атлетичної гімнастики для початківців / А.Л.Бойко. — Київ : НТУУ "КПІ ім.Ігоря Сікорського", 2017. — С. 11-12.